# Victor Brands
Victor Brands (1967) is een Nederlandse acteur, columnist, schrijver en voormalig stand-upcomedian.

## Jaren negentig
Hij was werkzaam bij de KLM, toen hij in contact kwam met de Comedytrain. Brands' goede vriend John Jones was een van de eerste leden van dit komediantencollectief. Samen schreven ze al teksten en gingen geregeld kijken naar voorstellingen van de comedians. In 1994 werd Brands zelf ook ingelijfd bij Comedytrain en speelde in de jaren erna geregeld in comedycafé Toomler en op podia in het gehele land. Daarnaast was hij als acteur te horen en te zien in verscheidene reclames, bedrijfsfilms en televisieseries, waaronder Westenwind, Blauw blauw, Unit 13, Goudkust en Kees & Co.

## Vast in de VS
In 2001 werd Brands in Miami aangehouden voor het witwassen van geld. Hij bracht bijna drie jaar door in verschillende federale gevangenissen in de Verenigde Staten. Tijdens zijn hechtenis bracht Brands onder het pseudoniem Jan de Graaf elke week in de Volkskrant verslag uit aangaande het dagelijkse bestaan in de gevangenis.
Nadat Brands werd overgeplaatst naar een strengere gevangenis in Atlanta, verschenen zijn verslagen niet meer in de krant. Hij bleef echter doorschrijven en na zijn vrijlating werd zijn werk uitgebracht in zijn boek genaamd Vast in de VS (2005), dat verhaalt over het gevangenisleven.

## Acteur
Victor Brands werkt als trainingsacteur voor diverse bedrijven. Ook heeft hij het acteren voor televisie en reclames weer opgepakt. Zo had hij onder meer de vaste rol van Teun Gerards in de politieserie Van Speijk (2006).
- Nederlandse Thesaurus van Auteursnamen: 276957016
- Virtual International Authority File: 290571653
- WorldCat: E39PBJfRHhQCPgYTr4Ffvw63Qq